# Hekatron
Die Hekatron Vertriebs GmbH (Hekatron Brandschutz) ist ein deutsches Unternehmen, das im Markt des anlagentechnischen Brandschutzes tätig ist und am Standort Sulzburg alle ihre Produkte durch die Schwestergesellschaft Hekatron Technik GmbH produzieren lässt. Das Unternehmen ist Teil der Schweizer Securitas Gruppe.
Hekatron Brandschutz arbeitet als Mitglied im Zentralverband Elektrotechnik- und Elektronikindustrie (ZVEI) in verschiedenen Gremien an nationalen und internationalen Normen mit. Der Name des Unternehmens ist ein Kofferwort aus Hekate, der griechischen Göttin, und „elektronisch“.

## Geschichte
Gegründet wurde das Unternehmen 1963 in Bielefeld als Pyrotector Europe GmbH. Dabei handelte es sich um ein amerikanisch-deutsches Joint-Venture zum Vertrieb amerikanischer Brandmelder auf dem europäischen Markt.

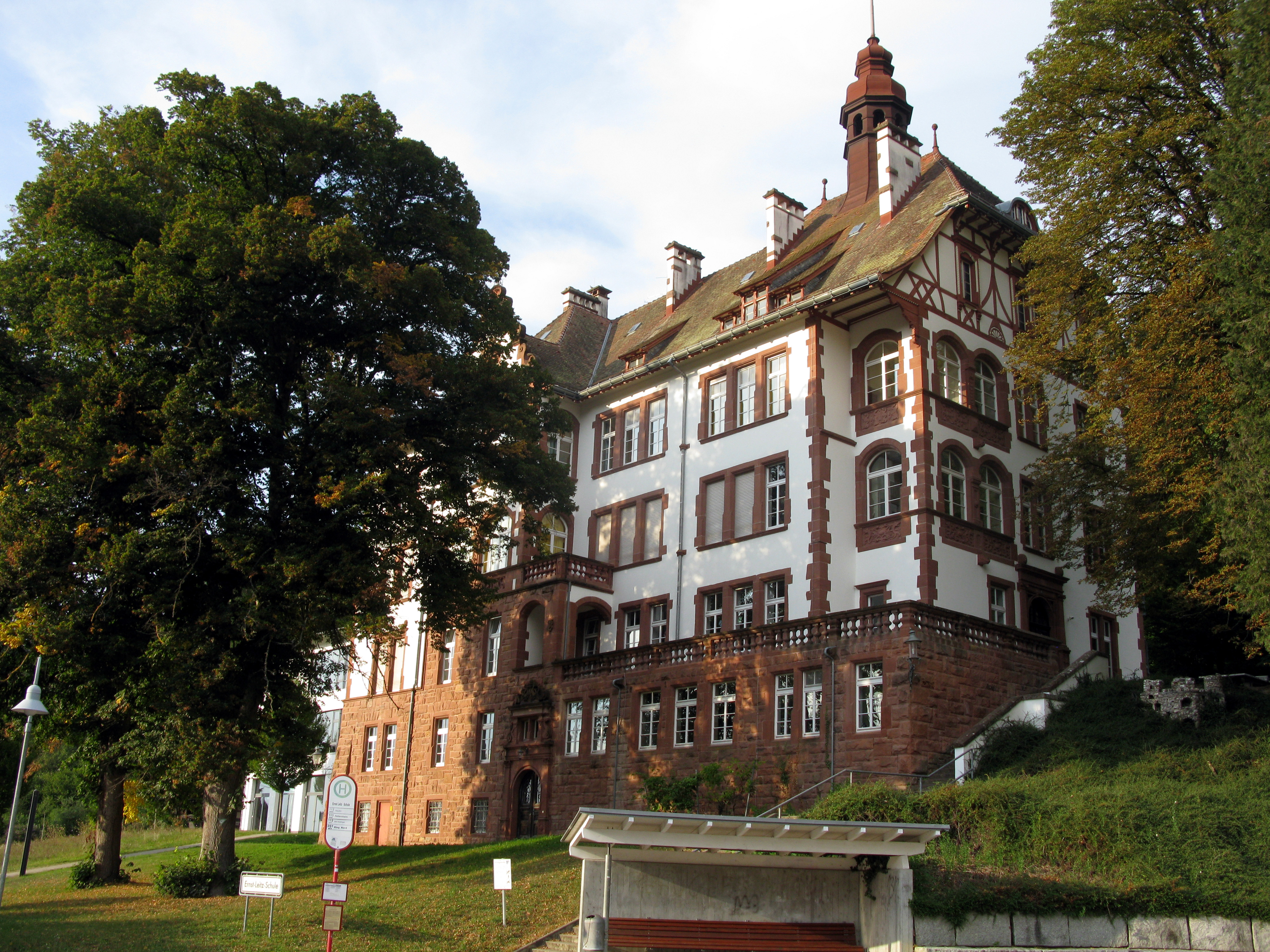
Ernst-Leitz-Schule, ehemaliger Firmensitz

Im folgenden Jahr zog das Unternehmen nach Sulzburg in Baden-Württemberg, wo es zunächst in einigen Räumen der Ernst-Leitz-Schule▼ unterkam, während in den anderen Räumen weiterhin der Unterricht lief. Von den zwölf Beschäftigten des Bielefelder Unternehmens waren drei nach Sulzburg mitgezogen.
1965 wurde Hekatron Mitglied der Schweizer Securitas-Gruppe. 1969 wurden ein Umsatz von über einer Million D-Mark erwirtschaftet. 1971 folgte der Umzug in den heutigen Sitz außerhalb der Stadt, dessen Fertigungsbereich bereits drei Jahre später erweitert werden musste.
1978 folgten nach ausgelaufenem Vertrag die Trennung vom amerikanischen Lizenzgeber Pyrotector, die Namensänderung in Hekatron und die mehrheitliche Beteiligung durch die Securitas-Gruppe, bevor Hekatron 1993 vollständig in die Securitas-Gruppe integriert wurde.

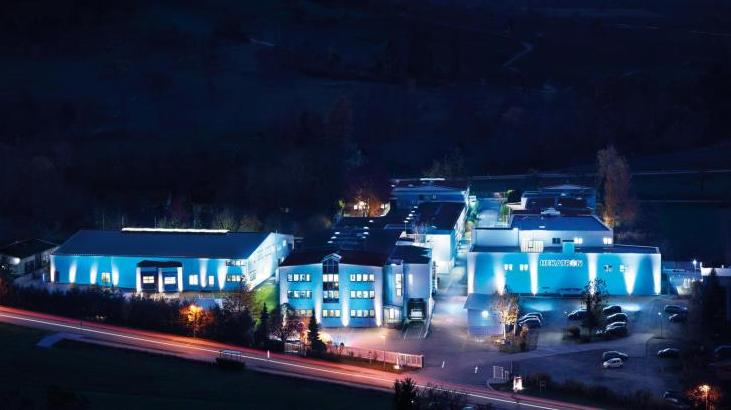
Hekatron Zentrale in Sulzburg

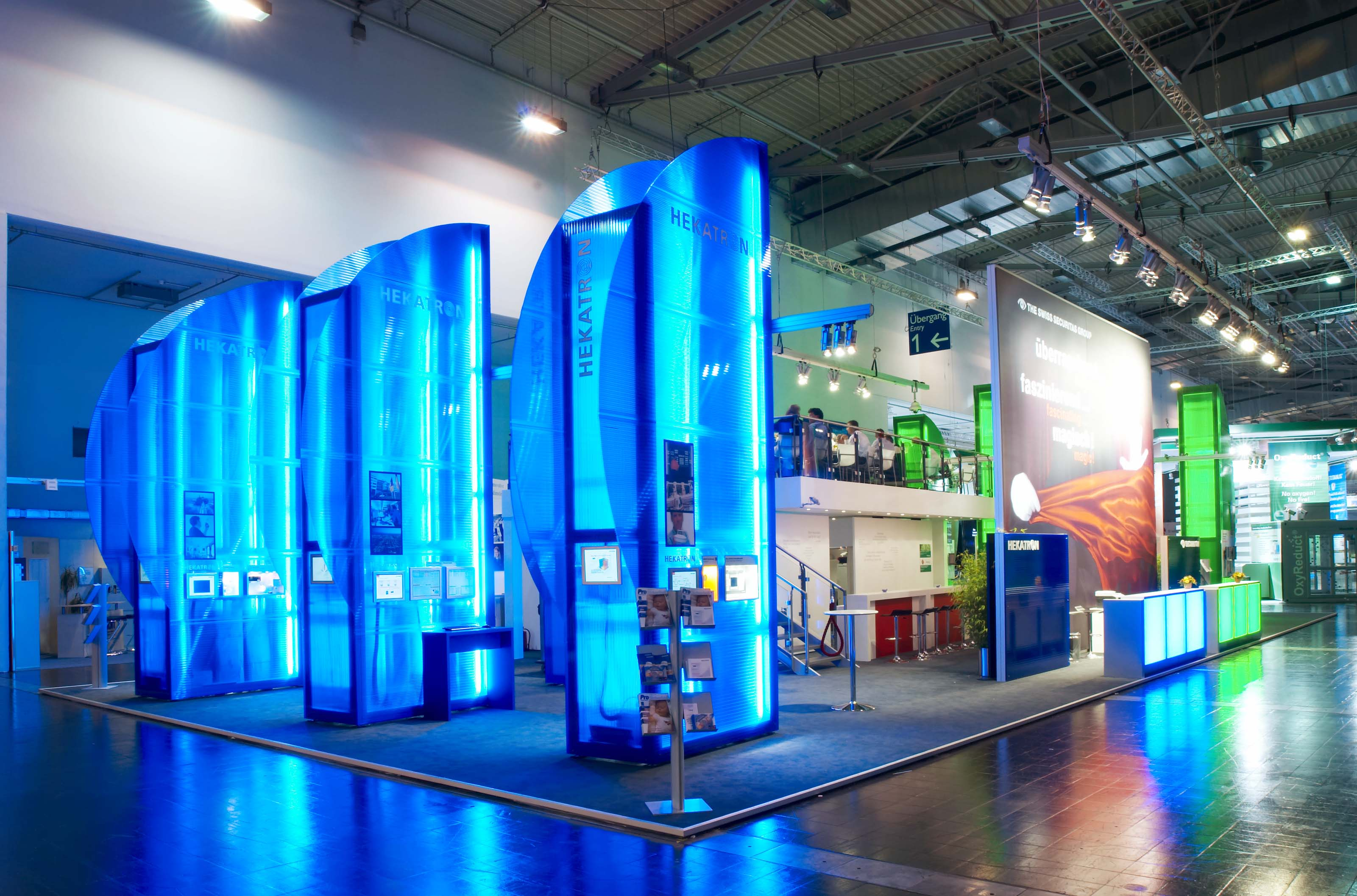
Hekatron auf der Security 2006

Im Jahr 2001 entstanden aus der Ursprungsfirma die Vertriebs und die Technik GmbH. Die beiden Hekatron-GmbHs beschäftigen derzeit etwa 1060 Mitarbeiter. Im Dezember 2019 waren etwa 70 Mitarbeiter im Außendienst tätig.

## Unternehmensstruktur
Die Hekatron Vertriebs GmbH (bekannt als Hekatron Brandschutz) und Hekatron Technik GmbH (bekannt als Hekatron Manufacturing) sind zwei unabhängige Unternehmen. Sie gehören gemeinsam zur Securitas Gruppe aus der Schweiz und haben ihren Firmensitz am Standort Sulzburg. Hekatron Brandschutz konzentriert sich auf Produkte und Dienstleistungen für den Brandschutz, während Hekatron Manufacturing ein Unternehmen im Bereich Bestückung und Montage von elektronischen Produkten, mit Schwerpunkten in der Industrieelektronik und dem Automobilsektor, ist.
Seit Januar 2022 wird Hekatron Brandschutz von Petra Riesterer geleitet, welche die Geschäftsführung von Peter Ohmberger übernahm, der das Unternehmen über zwei Jahrzehnte geleitet hatte.

## Produkte
Noch als Pyrotector Europe entwickelte das Unternehmen 1967 die erste vollautomatische Feststellanlage für Feuerschutzabschlüsse mit auslösenden optischen Rauchschaltern. In Sulzburg beginnt die Entwicklung des ersten Streulicht-Rauchmelder Europas, dessen Markt zu dieser Zeit vom Ionisationsrauchmelder Cerberus beherrscht wurde. Diese Rauchmelderserie 130 verhalf dem Unternehmen nach eigenen Angaben 1982 zum Durchbruch im europäischen Markt.
Im Jahr 1984 folgte die erste mikroprozessorgesteuerte Brandmelderzentrale des Herstellers, bevor 1988 die Melderserie 140 eingeführt wurde. Dabei handelte es sich um die erste Melderserie mit Auswertung der Messkammerverschmutzung und mit Trendanalyse.

Nach dem im Jahr 2000 präsentierten ersten optischen Rauchschalter ORS 142 mit Messkammerüberwachung, Alarmschwellennachführung und Verschmutzungsanzeige, folgte 2006 die Präsentation des ersten Hybridmelders mit Cubus-Nivellierung, der sich dynamisch den Umgebungsbedingungen anpasst. 2008 stellte Hekatron auf der Messe Security in Essen den ersten FET-Gassensor für Brandmelder vor.

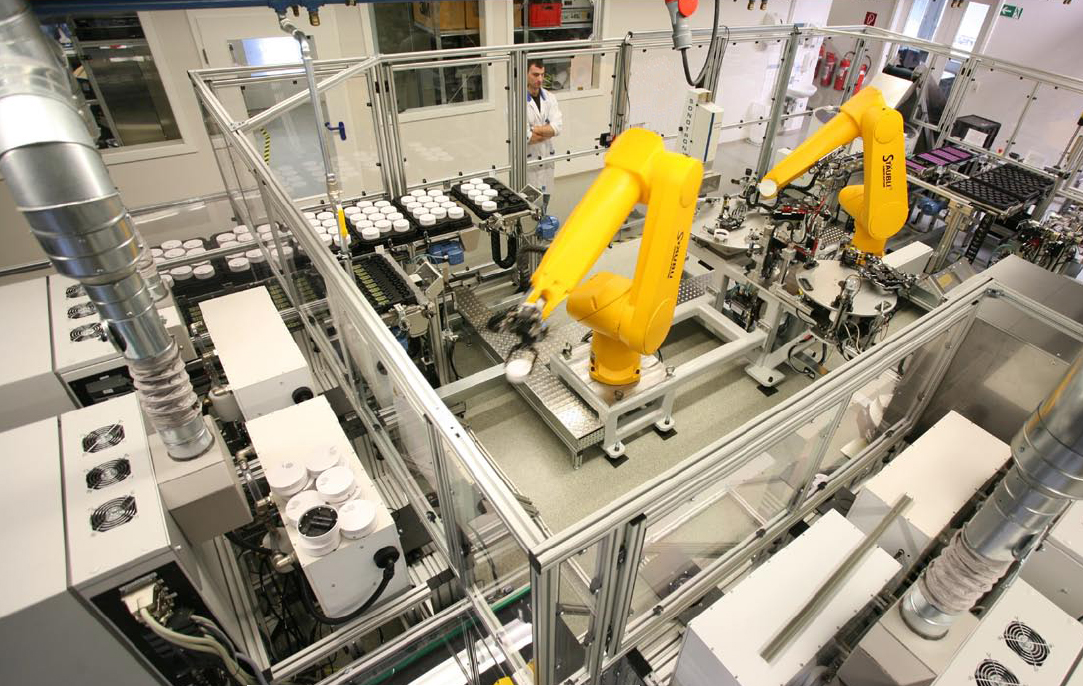
Vollautomatische Rauchwarnmelderproduktion am Standort Sulzburg

Generell vertreibt Hekatron Brandschutz folgende Produkte:
- Brandmeldesysteme
- Sonderbrandmeldetechnik
- Ansteuerung von Feuerlöschanlagen
- Feststellanlagen für Feuerschutzabschlüsse
- Rauchfrüherkennung in raumlufttechnischen Anlagen
- Universelle Managementsysteme
- Rauchwarnmelder und Funkvernetzungsmodule
- Speziallösungen
- Sprachalarmanlagen

## Auszeichnungen
- 1995: Prix Européen d'Inventions für einen Hekatron-Entwicklungsingenieur für die Entwicklung eines punktförmigen Rauchmelders nach dem Durchlichtprinzip[5]
- 2007: GIT-Sicherheit-Award für den Hybridmelder SecuriStar H mit Cubis-Nivellierung[5]
- 2009: GIT-Sicherheit-Award für den Rauchwarnmelder Genius Hx[5]
- 2010: GIT-Sicherheit-Award für die Brandmelderzentrale Integral IP[5]
- 2013: GIT-Sicherheit-Award für die IACmobile App zum Zugriff auf die Brandmelderzentrale Integral IP[12]
- 2013: Testsieger Stiftung Warentest für Genius Hx in der Kategorie “Funkvernetzbare Rauchmelder”[13]
- 2016: Testsieger Stiftung Warentest für Genius Plus X in der Kategorie „Funkvernetzbare Rauchmelder“[14]
- 2020: Testsieger Stiftung Warentest für Genius Plus Edition und Genius Plus X Edition[15]
- 2024: "Top 100" der innovativsten Firmen des deutschen Mittelstands[16]